# Atychogryllacris holdhausi
Atychogryllacris holdhausi är en insektsart som först beskrevs av Griffini 1912.  Atychogryllacris holdhausi ingår i släktet Atychogryllacris och familjen Gryllacrididae. Inga underarter finns listade i Catalogue of Life.